# Denis Charvet
Pour les articles homonymes, voir Charvet.
Pas d'image ? Cliquez ici

a Compétitions nationales et continentales officielles uniquement.

b Matchs officiels uniquement.
Denis Charvet est un joueur de rugby à XV, né le 12 mai 1962 à Cahors, qui jouait au poste de trois-quarts centre.

## Carrière

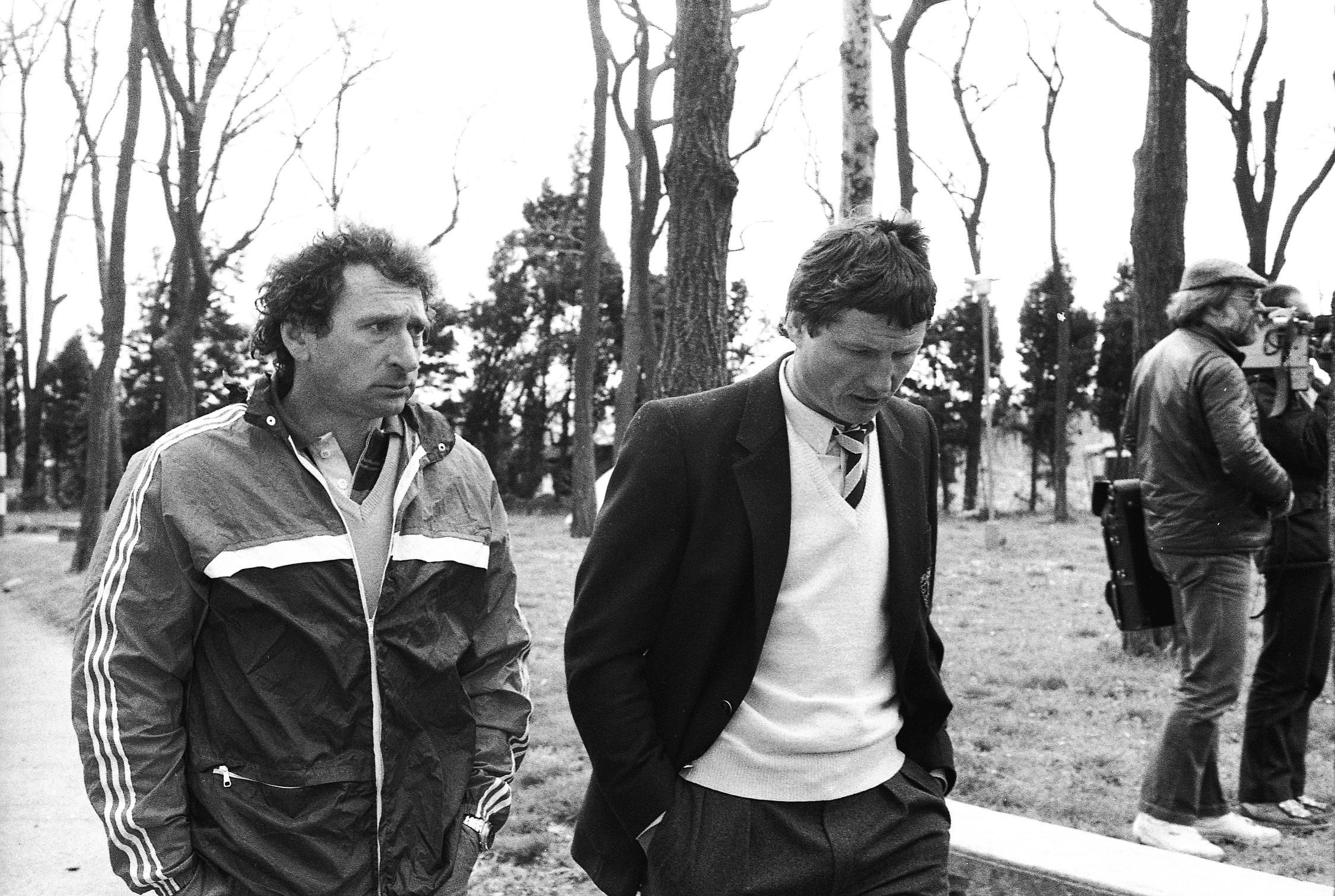
Pierre Villepreux et Jean-Claude Skrela, entraîneurs de Denis Charvet de 1983 à 1989.

M. Heilhes, grand-père de Denis Charvet et pharmacien à Cahors a joué au Stade cadurcien ainsi qu'au Stade toulousain,. Formé au Cahors rugby, club de sa ville natale, Denis Charvet rejoint le Stade toulousain. Avec ce club phare du rugby français, il remporte 3 championnats de France en 1985, en 1986 et en 1989. Lors de la finale du championnat 1985, il réussit à inscrire trois essais en finale contre le RC Toulon. Seul Eugène Lissalde avait fait mieux que lui, en 1913.
Durant sa carrière, il est régulièrement sélectionné avec les Barbarians français. Le 22 octobre 1985, il est sélectionné pour la première fois avec les Barbarians français contre le Japon à Cognac. Les Baa-Baas l'emportent 45 à 4. Le 11 novembre 1986, il joue de nouveau avec les Barbarians français contre la Nouvelle-Zélande à La Rochelle. Les Baa-Baas s'inclinent 12 à 26.
Il connaît sa première sélection avec le XV de France le 1er mars 1986 contre le Pays de Galles dans le Tournoi des cinq nations 1986. Le 15 novembre 1986, il marque le 1er essai, lors du succès à Nantes face aux All Blacks.
Finaliste de la première coupe du monde de l'histoire, Il est le seul joueur français à jouer tous les matchs de cette première coupe du monde de rugby, des matchs de poule à la finale, perdue contre les All Blacks. Lors de la finale du championnat 1989, après une fantastique chevauchée en solitaire de 80 mètres, le Président François Mitterrand demandera ainsi personnellement à Albert Ferrasse sa participation pour la tournée en Nouvelle-Zélande la même année[réf. nécessaire].
Le 22 octobre 1989, il est sélectionné avec les Barbarians français pour jouer contre les Fidji à Bordeaux. Les Baa-Baas s'inclinent 16 à 32.
En 1990, il quitte Toulouse pour Paris et le Racing club de France champion de France en titre. Dans le cadre du  « Show-Bizz », sorte de club dans le club avec Franck Mesnel, Yvon Rousset, Jean-Baptiste Lafond, Philippe Guillard et Éric Blanc qui décidèrent de bousculer le rugby français par une série d’actions décalées et humoristiques (jouer avec des bérets à Bayonne, jouer aussi entièrement maquillés de noir, porter des perruques, teindre les cheveux en jaune, jouer en pantalons blancs de pelotari ou avec des chaussettes roses). Il fera de bonnes saisons au Racing mais ne gagnera aucun titre.
Le 27 octobre 1990, il joue avec les Barbarians français contre la Nouvelle-Zélande à Agen. Les Baa-Baas s'inclinent 13 à 23.
Il joue son dernier match avec le XV de France le 2 février 1991, associé au centre à son coéquipier de club Franck Mesnel, contre l'Irlande dans le Tournoi des cinq nations 1991. Durant sa carrière, il est 23 fois sélectionné avec le XV de France. Il est titulaire 21 fois au centre (associé 17 fois à Philippe Sella, 2 à Franck Mesnel, 1 à Marc Andrieu et 1 à son compère du Stade toulousain Eric Bonneval), 1 fois à l'aile et 1 fois sur le banc.
Le 31 octobre 1992, il joue avec les Barbarians français contre l'Afrique du Sud à Lille. Les Baa-Baas s'imposent 25 à 20.
Le 19 juin 1993, il est invité pour jouer avec les Barbarians français contre le XV du Président pour le Centenaire du rugby à Grenoble. Les Baa-Baas s'imposent 92 à 34. Le 11 novembre 1993, il est invité une nouvelle fois avec les Barbarians français pour jouer contre l'Australie à Clermont-Ferrand. Les Baa-Baas s'inclinent 26 à 43.
En 1994, il participe à la tournée des Barbarians français en Australie. Le 26 juin 1994, il est capitaine contre l'Université de Sydney en Australie. Les Baa-Baas s'imposent 36 à 62. Le 29 juin 1994, il est à nouveau le capitaine contre les Barbarians Australiens au Sydney Cricket Ground. Les Baa-Baas français s'imposent 29 à 20. Le 6 septembre 1994, il joue de nouveau avec les Barbarians français contre les Barbarians au Stade Charlety à Paris. Les Baa-Baas s'imposent 35 à 18.
Le 1er novembre 1995, il est une nouvelle fois capitaine des Barbarians français contre la Nouvelle-Zélande à Toulon. Les Baa-Baas s'inclinent 19 à 34.
En 1996, il finit sa carrière à Paris au Stade français Paris évoluant en deuxième division. Il est séduit par le projet d'envergure du duo francilien Max Guazzini et Bernard Laporte (président et entraîneur du Stade français). Guazzini fait signer de nombreux nouveaux joueurs, dont plusieurs internationaux comme les rapetous de Bègles Simon, Moscato et Gimbert.
Cette année-là, le 6 novembre 1996, il joue son douzième match avec les Barbarians français contre Cambridge en Angleterre. Les Baa-Baas s'imposent 76 à 41. Le 15 octobre 1997, il joue son dernier match avec les Barbarians français, titulaire à l'ouverture et capitaine de l'équipe, contre le Lansdowne RFC à Dublin. Les Baa-Baas s'imposent 31 à 24. Ce match est le dernier de sa carrière de joueur.
À la suite de son arrêt, il suit une thérapie pendant trois ans pour « faire le deuil » et « tuer le joueur pour passer à autre chose ».

## Statistiques

### Tournoi des Cinq Nations
| Édition           | Rang | Résultats France | Résultats Charvet | Matchs Charvet |
| ----------------- | ---- | ---------------- | ----------------- | -------------- |
| Cinq Nations 1986 | 1    | 3 v, 0 n, 1 d    | 2 v, 0 n, 0 d     | 2/4            |
| Cinq Nations 1987 | 1    | 4 v, 0 n, 0 d    | 4 v, 0 n, 0 d     | 4/4            |
| Cinq Nations 1989 | 1    | 3 v, 0 n, 1 d    | 0 v, 0 n, 1 d     | 1/4            |
| Cinq Nations 1990 | 3    | 2 v, 0 n, 2 d    | 1 v, 0 n, 1 d     | 2/4            |
| Cinq Nations 1991 | 2    | 3 v, 0 n, 1 d    | 2 v, 0 n, 0 d     | 2/4            |

Légende : v = victoire ; n = match nul ; d = défaite ; la ligne est en gras quand il y a Grand Chelem.

### Coupe du monde
| Édition                            | Rang      | Résultats France | Résultats Charvet | Matchs Charvet |
| ---------------------------------- | --------- | ---------------- | ----------------- | -------------- |
| Nouvelle-Zélande et Australie 1987 | Finaliste | 4 v, 1 n, 1 d    | 4 v, 1 n, 1 d     | 6/6            |

Légende : v = victoire ; n = match nul ; d = défaite.

## Palmarès

### En club
- Championnat de France de première division :
  - Champion (3) : 1985, 1986  et 1989
- Challenge Yves-du-Manoir :
  - Vainqueur (1) : 1988
  - Finaliste (1) : 1984
- Coupe de France :
  - Vainqueur (1) : 1984
  - Finaliste (1) : 1985
- Challenge Béguère :
  - Vainqueur (1) : 1984
- International Masters-Matra :
  - Vainqueur (2) : 1986 et 1990

### En équipe de France
- 23 sélections
- 6 essais, 1 pénalité (27 points)
- Sélections par année : 7 en 1986, 11 en 1987, 1 en 1989, 2 en 1990, 2 en 1991
- Grand Chelem en 1987
- Tournoi des 5 nations 1989 (finit 1er ex æquo celui de 1986)
- Tournées : Argentine (1985, 1986 et 1988), Nouvelle-Zélande (1986 et 1989 (*)) et Australie (1986)
- Finaliste de la Coupe du monde 1987

## Après rugby

### Consultant
Après sa carrière, il devient consultant dans la célèbre émission sportive Stade 2 sur France 2. Il commente les matches de rugby du tournoi des Cinq nations, puis des Six nations opposant les nations britanniques avec Jean-Louis Calméjane.Toujours avec Calméjane, il participe au commentaire de Jonah Lomu Rugby, le premier jeu de rugby à XV disponible sur la PlayStation.
En 2007, il redevient consultant pour la coupe du monde 2007, sur RMC et Yahoo!.
Il a coanimé Direct Laporte sur RMC avec Bernard Laporte et Christophe Cessieux en 2011. Il intervient régulièrement sur RMC dans les émissions Moscato Show et Les Grandes Gueules du Sport, et sur BFM TV, où il débriefe les matchs du XV de France en quelques minutes et donne ses impressions.
En 2016, il devient aussi consultant pour SFR Sport 2, nouvelle chaîne détentrice des droits télé du Championnat d'Angleterre de rugby à XV en France. Il participe notamment, chaque lundi, à l'émission Entre les potos, présentée par Christophe Cessieux.
Le 30 janvier 2018, RMC annonce que Denis Charvet remplace l'ex-handballeur Olivier Girault, qui quitte la station, à la présentation de Total Sport, émission diffusée chaque dimanche de 18 h à 20 h.

### Cinéma
Il entame une carrière de comédien, interprétant notamment le rôle d'un marathonien français participant aux premières olympiades de 1896 dans un téléfilm, Les anneaux de la gloire.
Producteur de cinéma, en 2001, il fonde sa propre société Les Films Christie's avec son associé Marco Pacchioni.

## Filmographie

### Cinéma
- 1992 : La Belle Histoire
- 1990 : Dames galantes (Chef Ligueur)
- 1990 : La Messe en si mineur (Philippe Brosse)
- 2001 : Vercingétorix : La Légende du druide roi (Cassivelaun)
- 2013 : Vive la France (Un rugbyman)

### Court-métrage
- 1997 : Quand le soleil meurt

### Télévision

#### Téléfilm
- 1996 : Les anneaux de la gloire (Albin Lermuzaux)
- 1991 : L'Héritière (Godeau)

#### Série télévisée
- 1997 : Jamais deux sans toi...t - épisodes 109, 112 (lui-même)
- 1993 : Antoine Rives, juge du terrorisme (Bertrand)

## Autres activités
Il est directeur sportif des Barbarians français.
Il est en outre avec Bernard Laporte, actionnaire de casinos, comme celui de Saint-Julien-en-Genevois via "DB conseils.
Il participera avec Bernard Laporte à la célèbre soirée « bling-bling » du Fouquet's le soir de l'élection du Président Nicolas Sarkozy.
Il travaille aujourd'hui pour fan2sport.com, réseau social consacré au sport dont il est coprésident avec Bernard Laporte, Yannick Noah et Basile Boli. Il y effectue entre autres des interviews de sportifs et de célébrités autour du monde du sport.